# رادولف راسموسن
رادولف راسموسن (انگلیسی: Rudolf Rasmussen; ۱۸ ژوئن ۱۹۱۸ – ۲۵ سپتامبر ۱۹۹۳) دوچرخه‌سوار اهل دانمارک بود.